# 贝洛森林战役
第一次世界大战末期，德军在1918年初发动了皇帝會戰，与协约国军队在法国境内的马恩河流域交锋，贝洛森林战役（1918年6月1日至26日）就是在这个背景下发生的。此役中，协约国军队的主力是美國陸軍第2步兵師（师长是奥马尔·邦迪Omar Bundy少将）和美國陸軍第3步兵師，他們与英法军队一同对阵德意志帝國陸軍第237、第10、第197、第87以及第28师。美国海军陆战队在贝洛森林战役中一战成名。